# Vija Dzintare
Vija Dzintare (auch Vija Ilze Dzintare, * 23. Juni 1941 in Riga, damals Reichskommissariat Ostland, seit 1991 Republik Lettland) ist eine lettische Anglistin und Bildhauerin.

## Leben und Wirken

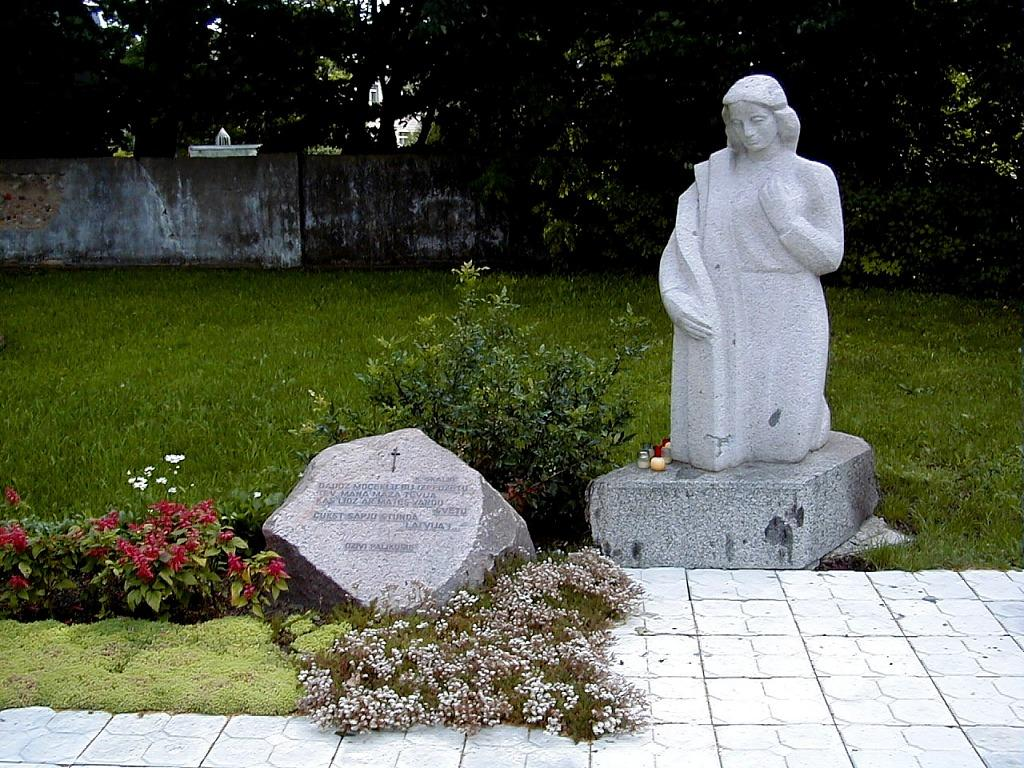
Preiļi 1993 Denkmal für die politisch Unterdrückten

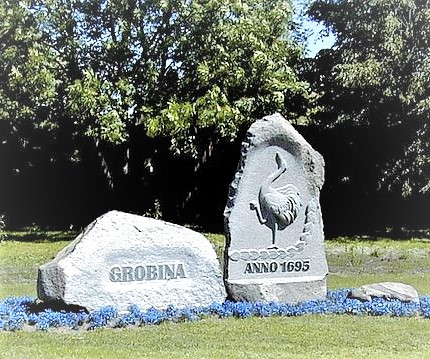
Grobiņa 2000 Stadtrecht seit 1695

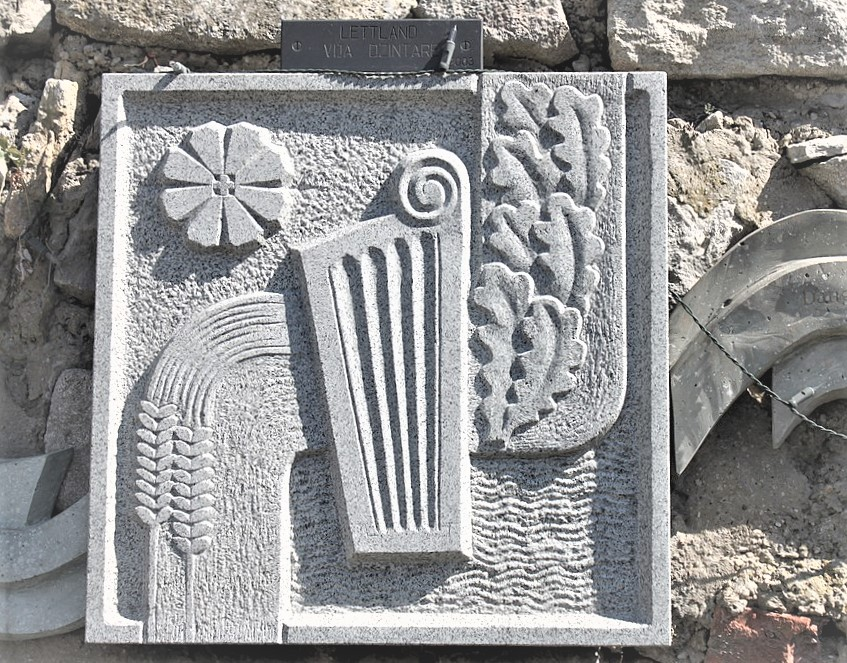
Länderplatte „Lettland“

1964 schloss Vija Dzintare das Studium an der Bildhauerabteilung der Lettischen Akademie der Künste ab, zusätzlich absolvierte sie die Ausbildung für Anglistik an der Fakultät für Geschichte und Philologie der Staatlichen Universität von Lettland.
Nach dem lettischen Bildhauer Igors Dobičins übernahm Vija Ilze Dzintare 2014 die Leitung und Lehrtätigkeit im Bildhaueratelier der Volksbildhauerei DOMA im VEF Kulturpalast von Riga.

## Werke (Auswahl)
- Vija Dzintare Werkauswahl[4]
- 1992 „Pavasaris / Frühling“, Bronze[5]
- 2009 Pieriga Baltezera-Friedhof, Denkmal „Tor des Leidens“[6]
- Juli 2015 Denkmalfeier in Preiļi[7]
- 10 Beispiele aus ihrer Collection[8]
- 2018 Nackte Nymphe aus einer Woge steigend. Bronze auf Marmorsockel montiert.[9]

## Teilnahme an Symposien und Ausstellungen
- 1998: Symposium und Ausstellung Theodor Heuss-Akademie, Lettische Botschaft in Deutschland.[10]
- 2003: Europa-Symposium Kaisersteinbruch im Burgenland, die Länderplatten der Bildhauer Vija Dzintare von Lettland, Thomas Resetarits für Burgenlandkroaten, Oswald Stimm für Spanien, Gabriel Caruana von Malta und Alen Novoselec von Kroatien erweiterten die Europa-Wand.[11]
- 2007 Ausstellung im weißen Saal der lettischen Gesellschaft. „Bildhauerarbeiten aus einer anderen Perspektive. Zeichnungen und Skulpturen der Bildhauer“. Viele Teilnehmer, Arta Dumpe wird genannt.[12]
- 2009: Lettische Akademie der Wissenschaften Personalausstellung für Vija Dzintare.[13]
- 2011: Skulpturenausstellung „Bunte Spielsachen“ im Stadtmuseum Jūrmala.
- 2014: „Internationales Künstlersymposium Art Days 2014 Dialog“. Teilnehmer aus Künstlerverbänden in Finnland, Estland, Russland, Kirgisistan, Slowakei und Lettland.[14]
- 2017: Teilnehmer der Bildhauergruppe für Aluminium-Skulpturen (Aluminium ist unser Silber!) präsentieren ihre Arbeiten im Happy Art Museum in Riga.[15]
- Ausstellung „Nähe“ 4 Künstlerinnen: Vija Ilze Dzintare Steinbildhauerin und Malerin, Leva Dzintare Textilkünstlerin, Rūta Kalmuka Fotografin und Dārta Kalmuka Multikünstlerin.[16]
- 2018: Gruppenausstellung Kunsthaus Tartu, Baltische Medaillenkunst.[17]
- 2021: Die Künstlerin lädt zur Ausstellung in den weißen Saal der lettischen Gesellschaft in Riga.[18]